# Simona Mehnert
Simona Mehnert (* 1956 in Ostrava, Tschechoslowakei) ist eine tschechische Ausstellungskuratorin und Kunstpublizistin.

## Leben
Mehnert studierte Kunstgeschichte und Geschichte an der Universität Heidelberg und an der Freien Universität Berlin.
Sie lebt seit 1981 in Berlin. 1988 organisierte sie dort ihre ersten Ausstellungen, in denen sie aktuelle tschechische Kunst vorstellte (Jan Kotík, Rudolf Valenta, Václav Boštík, Adriena Šimotová u. a.). Über die tschechische Kunst publizierte sie Texte in Ausstellungskatalogen und Zeitschriften und hielt Vorträge im Osteuropa-Institut der Freien Universität Berlin, im Ostkolleg der Bundeszentrale für politische Bildung und im Neuen Berliner Kunstverein. Sie kuratierte auch Ausstellungen deutscher Kunst in der Tschechischen Republik.
1994 organisierte sie in Zusammenarbeit mit dem documenta Archiv in Kassel und dem Russischen Museum in St. Petersburg die Ausstellung „Agitation zum Glück. Sowjetische Kunst der Stalinzeit“ in der Galerie Rudolfinum in Prag.
Seit 1997 ist sie Mitglied in „Sdružení výtvarných kritiků a teoretiků“ (Verband der Kunstkritiker und -theoretiker in Prag).
Von 1995 bis 2012 war sie als Referentin für Ausstellungen in der Galerie des Tschechischen Zentrums in Berlin tätig. Dort kuratierte sie zahlreiche Ausstellungen der tschechischen aktuellen Kunst und Fotografie (Jiří Kolář, Antonín Střížek, Ivan Pinkava, Viktor Kolář, Míla Preslová, Petr Nikl u. a.) und zeigte mehr als hundertfünfzig Ausstellungen zur tschechischen Kunst, Architektur, Design und zu politisch-historischen Themen, die in Prag vorbereitet wurden u. a. von Galerie Jiri Svestka, Akademie der Künste, Jaroslav Fragner Galerie, Kunstgewerbemuseum, Nationalarchiv. Zusätzlich wurden etwa vierzig Ausstellungen in anderen Institutionen in Berlin realisiert (Deutsches Architekturzentrum, Designmai/DMY, Monat der Fotografie, Paul-Löbe-Haus des Deutschen Bundestags, Bildungszentrum der Stasi-Behörde u. a.).

## Ausstellungen (Auswahl)
- Women in Czech Photography. Tereza Vlčková, Míla Preslová, Dita Pepe. Kleisthaus, Berlin 2010 (Katalog).
- Intercity Berlin-Praha: 07 Fotografie. Hynek Alt/Aleksandra Vajd, Julia Christe, Sibylle Fendt, Tereza Janečková/Pavlína Míčová, Viktor Kopasz, Alena Kotzmannová, Jens Liebchen, Wiebke Loepper, Guido Mieth, Ondřej Přibyl, Sabine Schründer, Wolfgang Stahr, Michaela Thelenová, Dušan Zahoranský. Ausstellungshalle Mánes, Prag 2005. Co-Kuratorin für Prag: Helena Musilová, Messepalais der Nationalgalerie, Prag (Katalog).
- Fiktion Berlin. Aktuelle Positionen der Berliner Kunst-, Foto- und Technoszene. Eve Herford, Kai-Olaf Hesse, Veronika Kellndorfer, Maix Mayer, Dirk Plamböck, Christian von Steffelin, Till Vanish, Martin Zeller. Galerie der Kritiker, Adria-Palast, Prag 2002.
- insideout. Prag – Berlin – New York. Fünftes Festival der Neuen Kunst. Erika Bornová, Veronika Bromová, Krištof Kintera, Míla Preslová, Silver, Štěpánka Šimlová stepanka-simlova.com, Franz John, Tatsumi Orimoto, Iris Schieferstein, Farkhondeh Shahroudi, Jun Shibata, Marina Vassileva, Ayreen Anastas, e-Xplo, Omer Fast, John Menick, Michael Rakowitz, Nadine Robinson, Bunker an der Reinhardtstraße, Berlin 2002. Co-Kurator für Berlin: Johann Nowak, aktions galerie e. V., Co-Kuratorin für New York: Eva Scharrer. Eine der Ausstellungseröffnungen von kunstherbst berlin>02 (Katalog).
- Ivan Kafka, ifa-Galerie (Institut für Auslandsbeziehungen), Berlin 1998 (Katalog).
- Miloš Šejn, ifa-Galerie (Institut für Auslandsbeziehungen), Berlin 1995 (Katalog).

## Veröffentlichungen (Auswahl)
- Vojtěch V. Sláma: Krasohled/Schönbildschauer. In: 3. Europäischer Monat der Fotografie Berlin. Ausstellungskatalog, Kulturprojekte Berlin, Berlin 2008, S. 142, ISBN 978-3-940231-04-8.
- Antonín Kratochvíl: Broken Dream. Štěpánka Stein/Salim Issa. In: 2. Europäischer Monat der Fotografie Berlin. Ausstellungskatalog, Kulturprojekte Berlin, Berlin 2006, S. 71–72, ISBN 3-930929-23-6.
- Linie jako barevná dynamická interference. In: Petr Kvíčala. Linie / barva / rytmus. Linie / colour / rhythm. Ausstellungskatalog, Messepalais der Nationalgalerie, Prag 2002.
- Miloš Šejn Kunst als existentielle Naturerfahrung. In: Aus der Sammlung Eckardt. Doppelung der Bilder im Raum, Ausstellungskatalog, Kunstmuseum Bayreuth, Bayreuth 2001, S. 63–65, ISBN 3-935880-02-2.
- Ivan Kafka. In: 7. Triennale der Kleinplastik 1998. Zeitgenössische Skulptur Europa Afrika, Ausstellungskatalog, Hatje Cantz Verlag, Ostfildern-Ruit 1998, S. 154–155, ISBN 978-3-89322-449-4.
- Aktuelle Tendenzen in Polen und Ungarn, in der Slowakischen und Tschechischen Republik. In: ENTGEGEN. ReligionGedächtnisKörper in der Gegenwartskunst. Ausstellungskatalog, Hatje Cantz Verlag, Ostfildern-Ruit 1997, S. 139–143, ISBN 978-3-89322-332-9.